# 摩耶ロープウェー

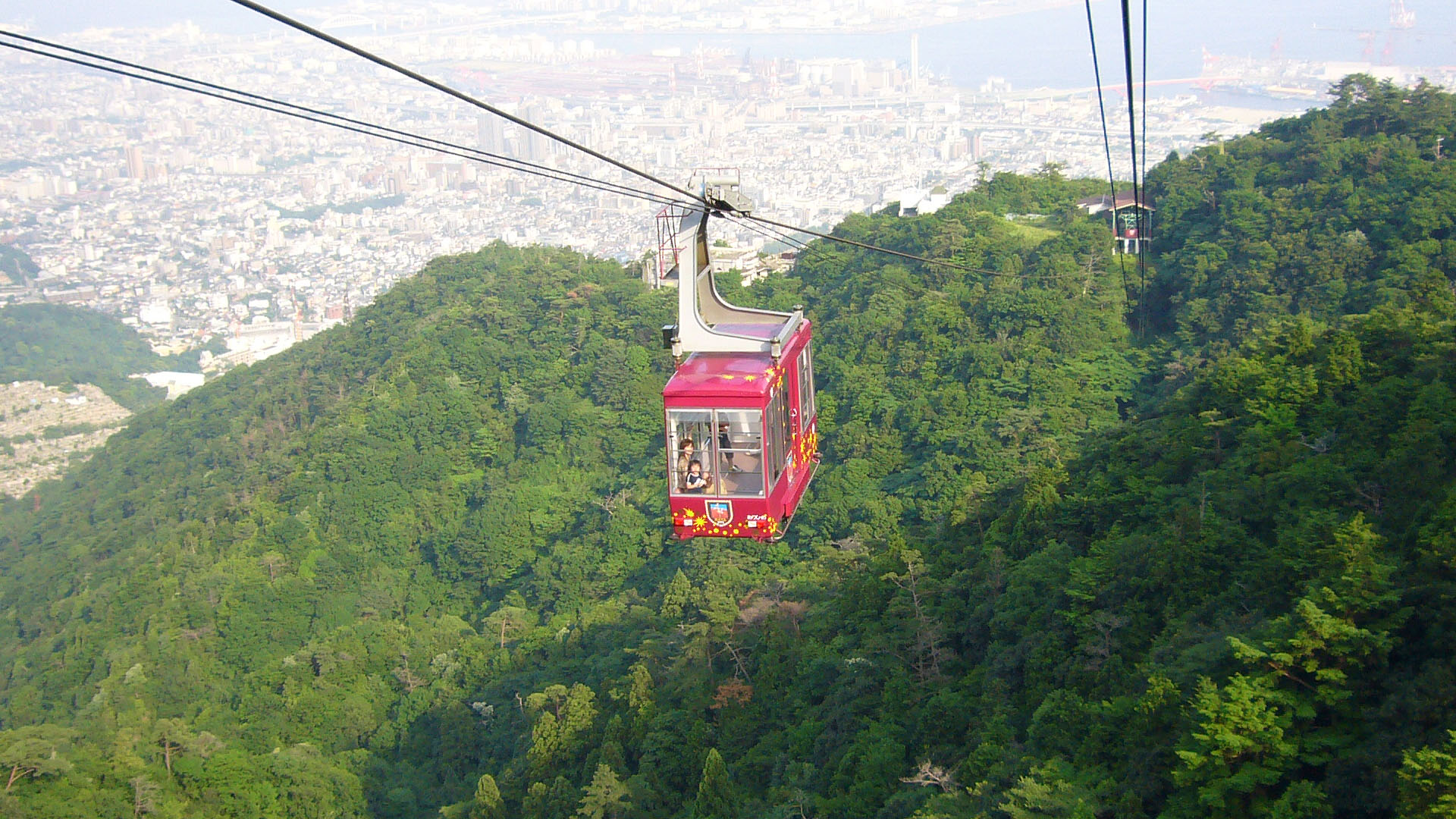
摩耶ロープウェー「おりひめ」

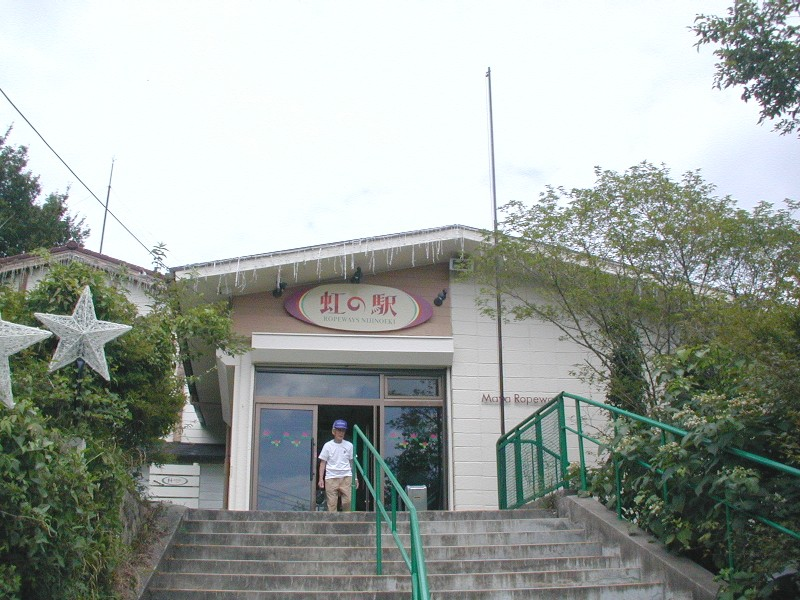
摩耶ケーブルの駅に隣接するロープウェーの虹の駅

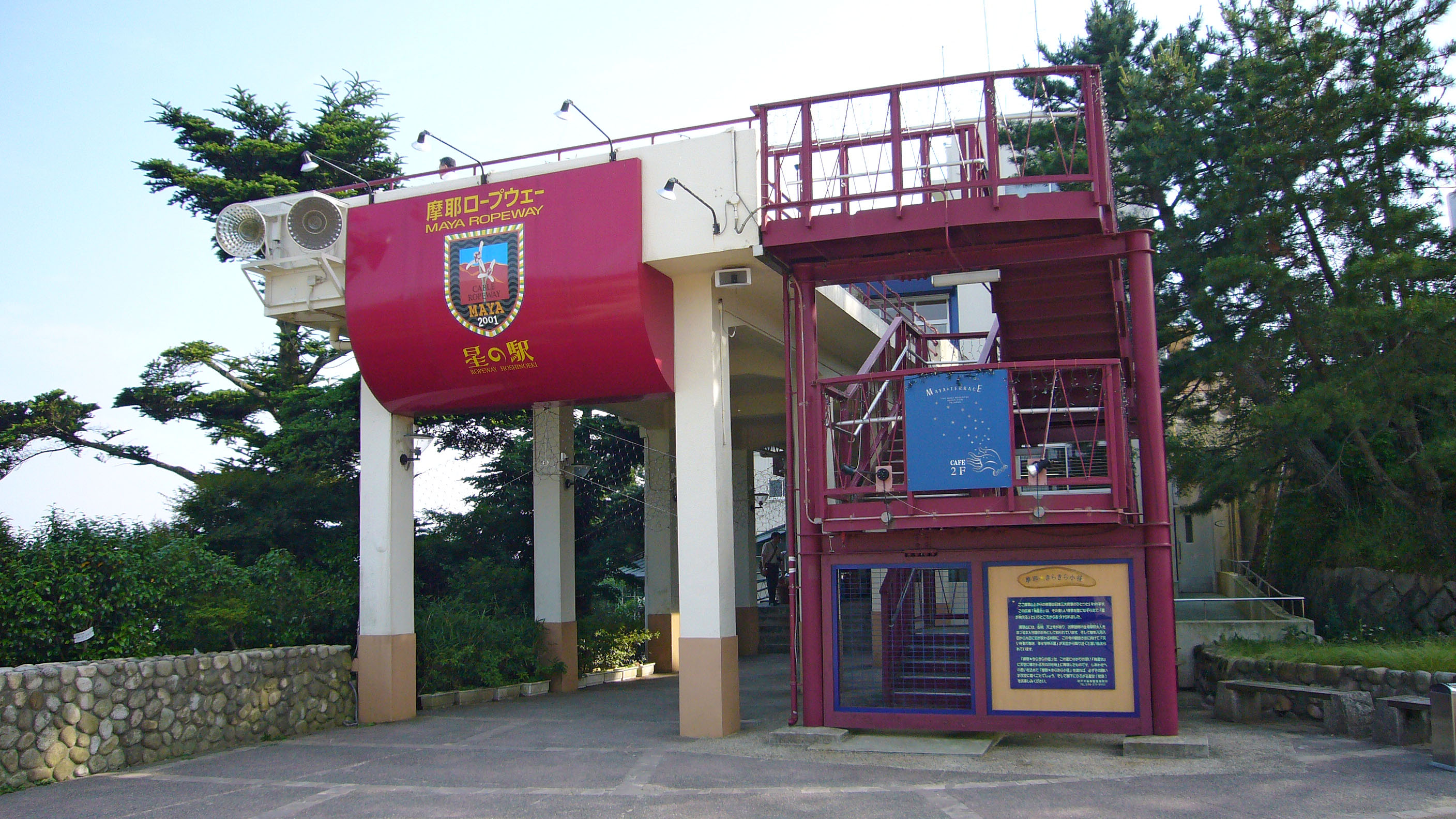
掬星台にある星の駅

摩耶ロープウェー（まやロープウェー）は、兵庫県神戸市灘区の摩耶山にかかる、こうべ未来都市機構のロープウェーである。

## 概要
摩耶山の中腹にある虹の駅と、山頂部にある星の駅を結ぶ。摩耶ケーブル線と合わせて、まやビューラインという公式愛称がつけられている。以前は、まやビューライン夢散歩という愛称だったが、近年ではその愛称はほとんど使われていない。しばしば、まやロープウェーとも表記される。
摩耶山山頂の星の駅近くにある掬星台展望台から眺める神戸の夜景は「1000万ドルの夜景」といわれている。また同駅から釈迦の生母摩耶夫人像を祀る忉利天上寺は徒歩10分のところにある。また同駅付近にサンテレビジョンの親局送信所がある。

## 路線データ
- 駅数 - 2駅（起終点駅含む）
- 傾斜こう長 - 856.56m
- 最大高低差 - 222.23m
- 支柱数 - 1基
- ゴンドラ定員 - 29人×2台
- 主原動機 - 75kW三相誘導電動機
- 運転速度 - 3.6m/s
- 所要時間 - 6分

## 運行形態
- 摩耶ケーブル線と同じ時刻で20分間隔で運行され、改札は発車3分前から行われる。
- 多客期は増発されることがある。
- 所要時間は6分。
- 冬期を除く土曜・休日と夏期は営業時間が延長される。
- 毎週火曜日（祝日の場合は翌平日）は休業となる。
- ロープウェイの車内（搬器）内に乗務員は添乗しない。

## ゴンドラ
現在の車両は、1号車には「ひこぼし」2号車には「おりひめ」という愛称がそれぞれ付けられていて、車体色は摩耶ケーブル線と同じで「おりひめ」は「海老茶」(■#773c30) であり、「ひこぼし」は「苔色」(■#69821b) である。2001年の営業再開時に3代目の車両として安全索道と武庫川車両で新造されたが、2014年の事故で激しく破損した「おりひめ」のみ新たに製造されたため、「おりひめ」の車両は4代目となっている。4代目の「おりひめ」は、2014年に安全索道と阪神車両メンテナンスで製造されたもので、外観は3代目と同一になっている。
内装については、3代目の廃車発生品で再利用可能な部品は極力流用しており、新調した部分も3代目と同一に作られたため、相違点は製造銘板や諸元の内容、「扉に注意」と書かれたプレートのフォント程度しかない。
3代目「ひこぼし」・4代目「おりひめ」共に、当初は窓枠がアルミ無塗装になっていたが、後に車体の色に塗装された。
また、3代目「ひこぼし」の前照灯は当初はシールドビームであったが、後に白色LEDに変更されている。

開業時から使われた初代車両は、丸みを帯びた車体で、白をベースに窓周りと模様が緑で神戸市バスのような配色となっており、前面には神戸市バスの後部に似た模様が付いた車両であった。1号車は「すずかぜ」・2号車は「そよかぜ」の愛称があった。
1974年から営業休止まで使われた、2代目車両は角ばった車体となり、初代と同様に1号車は「すずかぜ」・2号車は「そよかぜ」という愛称があった。
営業再開時に廃車になっているが、2020年2月現在も1号車の車体は六甲有馬ロープウェーの有馬温泉駅近くの駐車場で料金所として使われている。

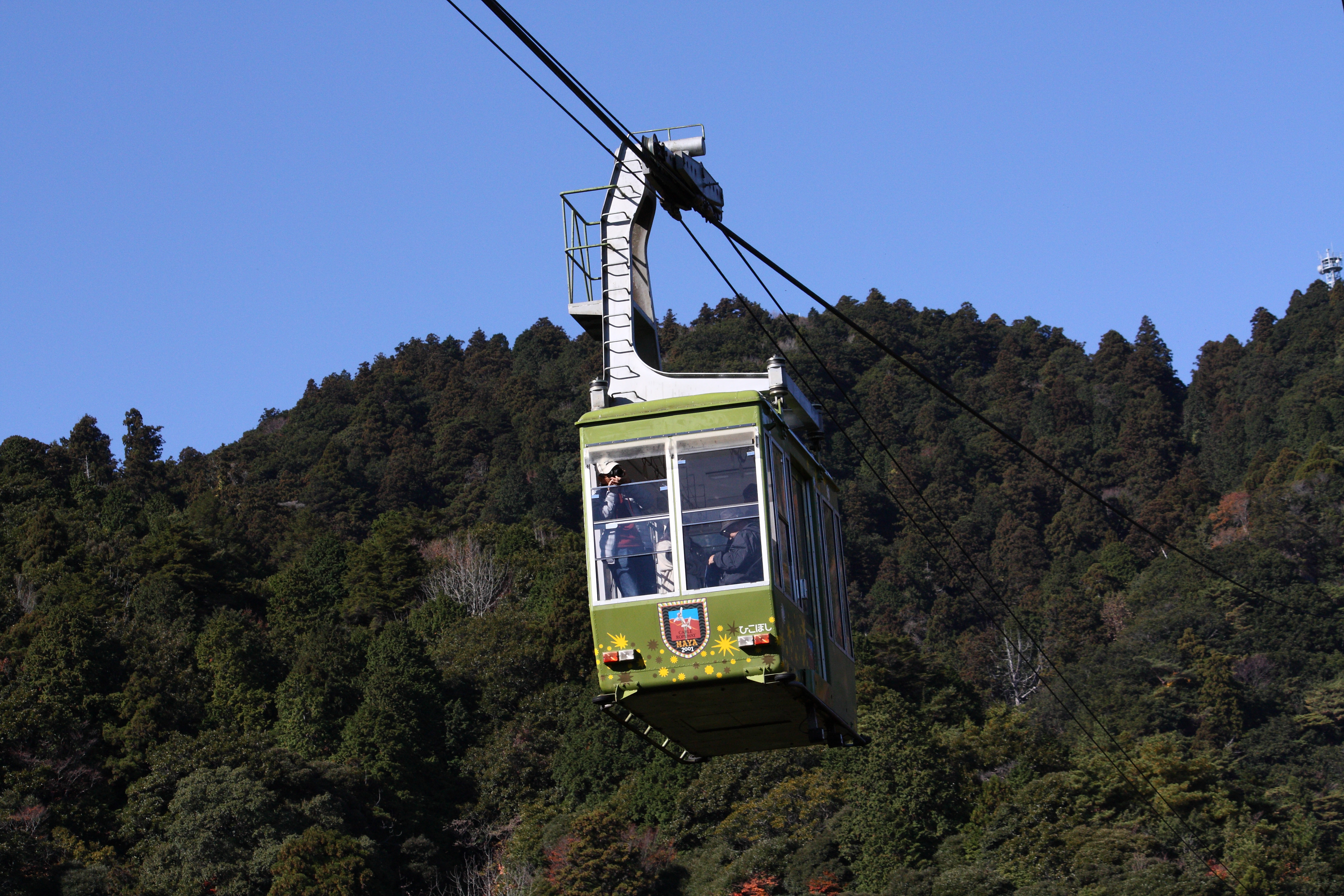
3代目車両ひこぼし
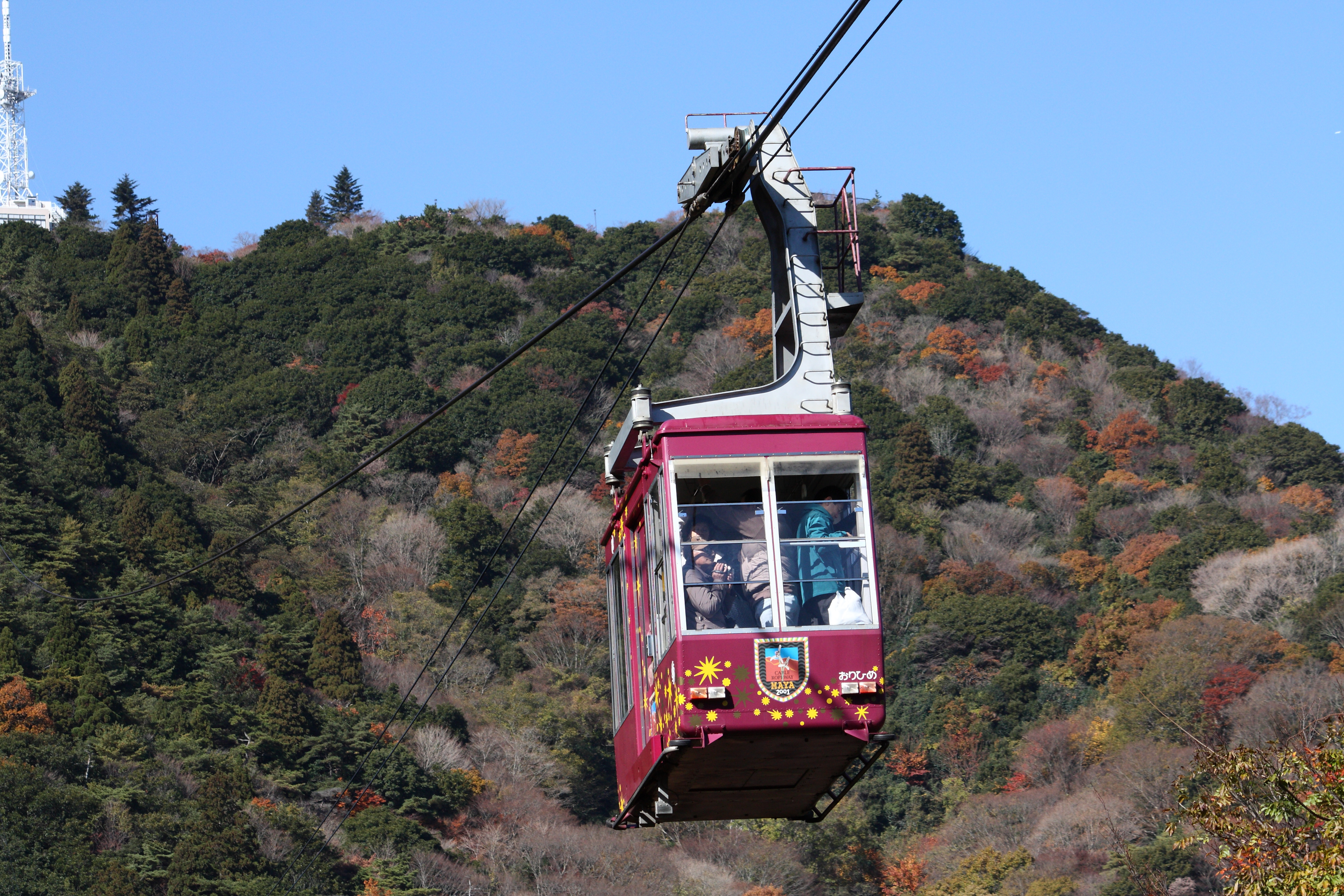
3代目車両おりひめ　2014年の事故で破損した
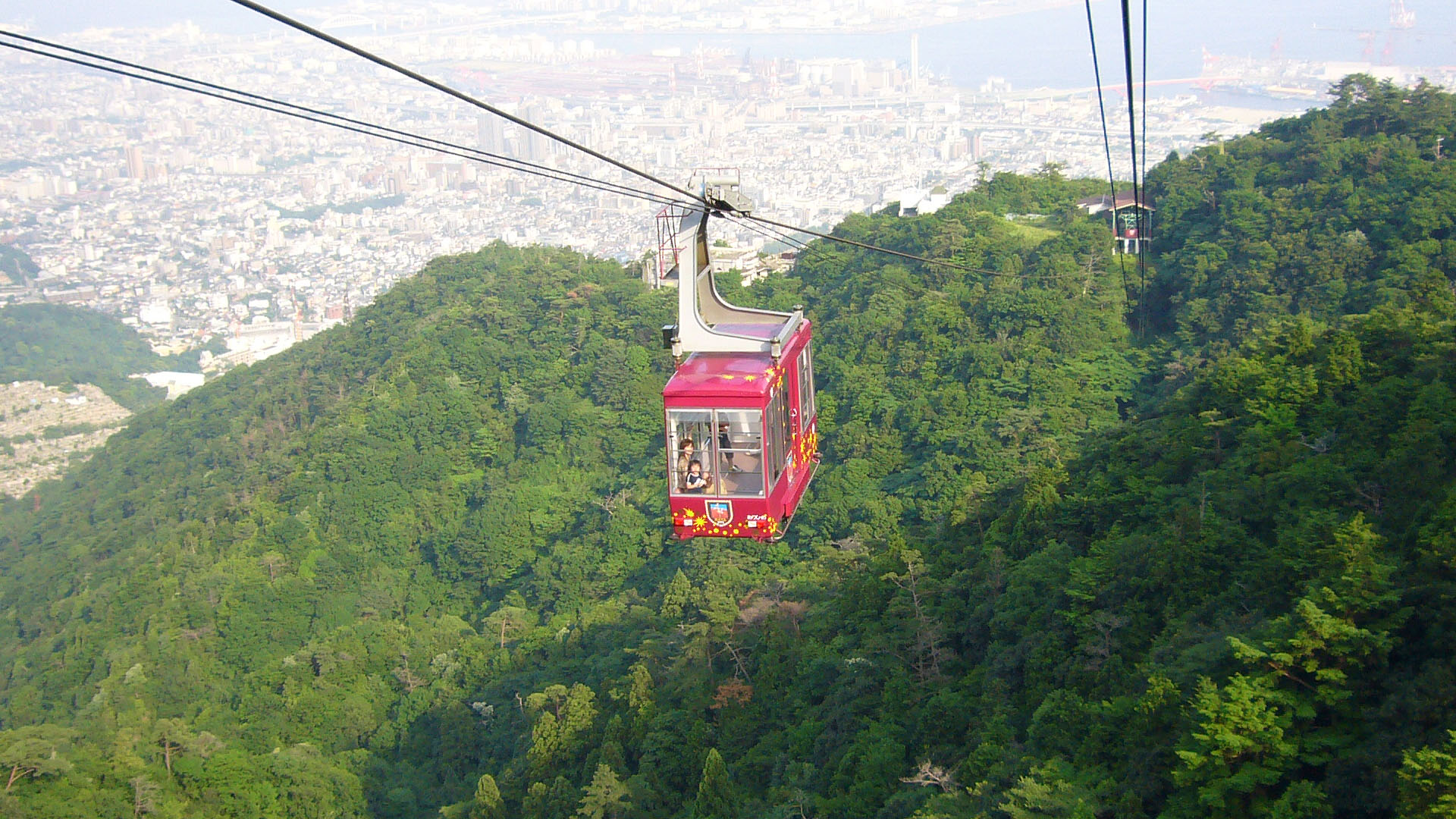
4代目車両おりひめ (ひこぼしは今も3代目車両)

## 歴史
- 1955年（昭和30年）7月12日 - 神戸市交通局奥摩耶ロープウェイとして摩耶駅（現・虹の駅） - 摩耶山上駅（現・星の駅）営業開始。
- 1977年（昭和52年）7月1日 - 神戸市都市整備公社に移管され、摩耶ロープウェーとなる。
- 1995年（平成7年）1月17日 - 阪神・淡路大震災の被害を受け運休。
- 2001年（平成13年）3月17日 - 摩耶ケーブル線とともに運行再開。駅名を現駅名に改称。
- 2013年（平成25年）1月1日 - 神戸市都市整備公社から神戸すまいまちづくり公社に改称[3]。
- 2013年（平成25年）12月1日 - 運転制御システムの更新のため運休[1]。
- 2014年（平成26年）1月23日 - 試運転中にゴンドラがホームに衝突し破損[1]。
- 2014年（平成26年）5月21日 - 運転再開。前述の事故のため、当面は片側のゴンドラのみ使用[1]。
- 2014年（平成26年）10月11日 - 破損したゴンドラが復旧。
- 2022年（令和4年）5月1日 - 神戸すまいまちづくり公社から神戸住環境整備公社に改称[4]。
- 2023年（令和5年）4月1日  -  摩耶ケーブル・六甲有馬ロープウェイとともにこうべ未来都市機構に移管[5]。

## 駅一覧
- 虹の駅 - 星の駅

## 接続路線
- 虹の駅：摩耶ケーブル線
- 星の駅：六甲摩耶スカイシャトルバス・阪急バス（六甲ケーブル線六甲山上駅方面）